# Lista över fornlämningar i Nyköpings kommun (Lästringe)
Lista över fornlämningar i Nyköpings kommun (Lästringe) är en förteckning av ett urval av de fornlämningar som finns i Lästringe i Nyköpings kommun.
| Namn                          | Lämningstyp                 | Tillkomsttid | Historisk indelning     | Plats | Läge                 | ID-nr          | Bild                                 |
| ----------------------------- | --------------------------- | ------------ | ----------------------- | ----- | -------------------- | -------------- | ------------------------------------ |
| Lästringe 1:1                 | Stensättning                |              | Lästringe, Södermanland |       | 58.887547, 17.324159 | 10035100010001 | Ladda upp en bild av detta fornminne |
| Finska himlen (Lästringe 2:1) | Stensättning                |              | Lästringe, Södermanland |       | 58.889722, 17.326813 | 10035100020001 | Ladda upp en bild av detta fornminne |
| Finska himlen (Lästringe 2:2) | Hög                         |              | Lästringe, Södermanland |       | 58.889887, 17.327063 | 10035100020002 | Ladda upp en bild av detta fornminne |
| Finska himlen (Lästringe 2:3) | Stensättning                |              | Lästringe, Södermanland |       | 58.889981, 17.327138 | 10035100020003 | Ladda upp en bild av detta fornminne |
| Finska himlen (Lästringe 2:4) | Hög                         |              | Lästringe, Södermanland |       | 58.890085, 17.327163 | 10035100020004 | Ladda upp en bild av detta fornminne |
| Lästringe 3:1                 | Hög                         |              | Lästringe, Södermanland |       | 58.889196, 17.328824 | 10035100030001 | Ladda upp en bild av detta fornminne |
| Lästringe 3:2                 | Stensättning                |              | Lästringe, Södermanland |       | 58.889007, 17.328856 | 10035100030002 | Ladda upp en bild av detta fornminne |
| Lästringe 3:3                 | Stensättning                |              | Lästringe, Södermanland |       | 58.888974, 17.328976 | 10035100030003 | Ladda upp en bild av detta fornminne |
| Lästringe 3:4                 | Stensättning                |              | Lästringe, Södermanland |       | 58.888859, 17.328991 | 10035100030004 | Ladda upp en bild av detta fornminne |
| Lästringe 4:1                 | Stensättning                |              | Lästringe, Södermanland |       | 58.888456, 17.328518 | 10035100040001 | Ladda upp en bild av detta fornminne |
| Lästringe 4:2                 | Stensättning                |              | Lästringe, Södermanland |       | 58.888570, 17.328574 | 10035100040002 | Ladda upp en bild av detta fornminne |
| Lästringe 4:3                 | Stensättning                |              | Lästringe, Södermanland |       | 58.888552, 17.328350 | 10035100040003 | Ladda upp en bild av detta fornminne |
| Lästringe 5:1                 | Stensättning                |              | Lästringe, Södermanland |       | 58.890579, 17.329627 | 10035100050001 | Ladda upp en bild av detta fornminne |
| Lästringe 6:1                 | Gravfält                    |              | Lästringe, Södermanland |       | 58.889933, 17.329792 | 10035100060001 | Ladda upp en bild av detta fornminne |
| Lästringe 7:1                 | Gravfält                    |              | Lästringe, Södermanland |       | 58.891896, 17.330181 | 10035100070001 | Ladda upp en bild av detta fornminne |
| Lästringe 8:1                 | Stensättning                |              | Lästringe, Södermanland |       | 58.888351, 17.333943 | 10035100080001 | Ladda upp en bild av detta fornminne |
| Lästringe 8:2                 | Stensättning                |              | Lästringe, Södermanland |       | 58.888659, 17.333565 | 10035100080002 | Ladda upp en bild av detta fornminne |
| Lästringe 8:3                 | Stensättning                |              | Lästringe, Södermanland |       | 58.888237, 17.333742 | 10035100080003 | Ladda upp en bild av detta fornminne |
| Lästringe 9:1                 | Stensättning                |              | Lästringe, Södermanland |       | 58.886562, 17.327669 | 10035100090001 | Ladda upp en bild av detta fornminne |
| Lästringe 10:1                | Stensättning                |              | Lästringe, Södermanland |       | 58.884828, 17.334111 | 10035100100001 | Ladda upp en bild av detta fornminne |
| Lästringe 11:1                | Stensättning                |              | Lästringe, Södermanland |       | 58.892213, 17.343165 | 10035100110001 | Ladda upp en bild av detta fornminne |
| Lästringe 12:1                | Gravfält                    |              | Lästringe, Södermanland |       | 58.892314, 17.344122 | 10035100120001 | Ladda upp en bild av detta fornminne |
| Lästringe 13:1                | Stensättning                |              | Lästringe, Södermanland |       | 58.890607, 17.342851 | 10035100130001 | Ladda upp en bild av detta fornminne |
| Lästringe 14:1                | Grav markerad av sten/block |              | Lästringe, Södermanland |       | 58.893789, 17.335467 | 10035100140001 | Ladda upp en bild av detta fornminne |
| Lästringe 16:1                | Stensättning                |              | Lästringe, Södermanland |       | 58.896232, 17.334028 | 10035100160001 | Ladda upp en bild av detta fornminne |
| Lästringe 18:1                | Stensättning                |              | Lästringe, Södermanland |       | 58.902126, 17.339868 | 10035100180001 | Ladda upp en bild av detta fornminne |
| Lästringe 18:2                | Stensättning                |              | Lästringe, Södermanland |       | 58.902080, 17.340099 | 10035100180002 | Ladda upp en bild av detta fornminne |
| Lästringe 18:3                | Stensättning                |              | Lästringe, Södermanland |       | 58.901751, 17.340021 | 10035100180003 | Ladda upp en bild av detta fornminne |
| Lästringe 20:1                | Stensättning                |              | Lästringe, Södermanland |       | 58.901957, 17.341176 | 10035100200001 | Ladda upp en bild av detta fornminne |
| Lästringe 20:2                | Stensättning                |              | Lästringe, Södermanland |       | 58.901912, 17.341302 | 10035100200002 | Ladda upp en bild av detta fornminne |
| Lästringe 21:1                | Gravfält                    |              | Lästringe, Södermanland |       | 58.896395, 17.343356 | 10035100210001 | Ladda upp en bild av detta fornminne |
| Lästringe 22:1                | Gravfält                    |              | Lästringe, Södermanland |       | 58.895997, 17.345737 | 10035100220001 | Ladda upp en bild av detta fornminne |
| Lästringe 23:1                | Stensättning                |              | Lästringe, Södermanland |       | 58.896552, 17.345909 | 10035100230001 | Ladda upp en bild av detta fornminne |
| Lästringe 24:1                | Gravfält                    |              | Lästringe, Södermanland |       | 58.895309, 17.344284 | 10035100240001 | Ladda upp en bild av detta fornminne |
| Lästringe 25:1                | Gravfält                    |              | Lästringe, Södermanland |       | 58.901735, 17.346591 | 10035100250001 | Ladda upp en bild av detta fornminne |
| Lästringe 26:1                | Stensättning                |              | Lästringe, Södermanland |       | 58.902349, 17.345142 | 10035100260001 | Ladda upp en bild av detta fornminne |
| Lästringe 26:2                | Stensättning                |              | Lästringe, Södermanland |       | 58.902592, 17.345089 | 10035100260002 | Ladda upp en bild av detta fornminne |
| Lästringe 26:3                | Stensättning                |              | Lästringe, Södermanland |       | 58.902426, 17.346101 | 10035100260003 | Ladda upp en bild av detta fornminne |
| Lästringe 27:1                | Stensättning                |              | Lästringe, Södermanland |       | 58.902603, 17.342288 | 10035100270001 | Ladda upp en bild av detta fornminne |
| Lästringe 27:2                | Stensättning                |              | Lästringe, Södermanland |       | 58.902644, 17.342523 | 10035100270002 | Ladda upp en bild av detta fornminne |
| Lästringe 27:4                | Stensättning                |              | Lästringe, Södermanland |       | 58.902793, 17.342891 | 10035100270004 | Ladda upp en bild av detta fornminne |
| Lästringe 28:1                | Stensättning                |              | Lästringe, Södermanland |       | 58.903358, 17.341557 | 10035100280001 | Ladda upp en bild av detta fornminne |
| Lästringe 30:1                | Stensättning                |              | Lästringe, Södermanland |       | 58.903883, 17.338056 | 10035100300001 | Ladda upp en bild av detta fornminne |
| Lästringe 30:2                | Stensättning                |              | Lästringe, Södermanland |       | 58.903357, 17.337991 | 10035100300002 | Ladda upp en bild av detta fornminne |
| Lästringe 30:3                | Stensättning                |              | Lästringe, Södermanland |       | 58.903201, 17.338196 | 10035100300003 | Ladda upp en bild av detta fornminne |
| Lästringe 30:5                | Stensättning                |              | Lästringe, Södermanland |       | 58.902824, 17.338476 | 10035100300005 | Ladda upp en bild av detta fornminne |
| Lästringe 34:1                | Stensättning                |              | Lästringe, Södermanland |       | 58.887075, 17.324276 | 10035100340001 | Ladda upp en bild av detta fornminne |
| Lästringe 35:1                | Stensättning                |              | Lästringe, Södermanland |       | 58.885635, 17.324030 | 10035100350001 | Ladda upp en bild av detta fornminne |
| Lästringe 35:2                | Stensättning                |              | Lästringe, Södermanland |       | 58.885542, 17.323843 | 10035100350002 | Ladda upp en bild av detta fornminne |
| Lästringe 36:1                | Stensättning                |              | Lästringe, Södermanland |       | 58.905198, 17.340174 | 10035100360001 | Ladda upp en bild av detta fornminne |
| Lästringe 37:1                | Stensättning                |              | Lästringe, Södermanland |       | 58.910737, 17.328228 | 10035100370001 | Ladda upp en bild av detta fornminne |
| Lästringe 41:1                | Röse                        |              | Lästringe, Södermanland |       | 58.877379, 17.316181 | 10035100410001 | Ladda upp en bild av detta fornminne |
| Lästringe 42:1                | Stensättning                |              | Lästringe, Södermanland |       | 58.924258, 17.277343 | 10035100420001 | Ladda upp en bild av detta fornminne |
| Lästringe 45:1                | Stensättning                |              | Lästringe, Södermanland |       | 58.922504, 17.277152 | 10035100450001 | Ladda upp en bild av detta fornminne |
| Lästringe 45:2                | Stensättning                |              | Lästringe, Södermanland |       | 58.922489, 17.276873 | 10035100450002 | Ladda upp en bild av detta fornminne |
| Lästringe 46:1                | Stensättning                |              | Lästringe, Södermanland |       | 58.928307, 17.274128 | 10035100460001 | Ladda upp en bild av detta fornminne |
| Lästringe 46:2                | Stensättning                |              | Lästringe, Södermanland |       | 58.928153, 17.274131 | 10035100460002 | Ladda upp en bild av detta fornminne |
| Lästringe 46:3                | Stensättning                |              | Lästringe, Södermanland |       | 58.928074, 17.274242 | 10035100460003 | Ladda upp en bild av detta fornminne |
| Lästringe 47:1                | Stensättning                |              | Lästringe, Södermanland |       | 58.924499, 17.283839 | 10035100470001 | Ladda upp en bild av detta fornminne |
| Lästringe 48:1                | Stensättning                |              | Lästringe, Södermanland |       | 58.923323, 17.289180 | 10035100480001 | Ladda upp en bild av detta fornminne |
| Lästringe 49:1                | Stensättning                |              | Lästringe, Södermanland |       | 58.921697, 17.290786 | 10035100490001 | Ladda upp en bild av detta fornminne |
| Lästringe 50:1                | Stensättning                |              | Lästringe, Södermanland |       | 58.921664, 17.292643 | 10035100500001 | Ladda upp en bild av detta fornminne |
| Lästringe 51:1                | Stensättning                |              | Lästringe, Södermanland |       | 58.922389, 17.294086 | 10035100510001 | Ladda upp en bild av detta fornminne |
| Lästringe 52:1                | Stensättning                |              | Lästringe, Södermanland |       | 58.919444, 17.298097 | 10035100520001 | Ladda upp en bild av detta fornminne |
| Lästringe 52:2                | Stensättning                |              | Lästringe, Södermanland |       | 58.919151, 17.297705 | 10035100520002 | Ladda upp en bild av detta fornminne |
| Lästringe 53:1                | Stensättning                |              | Lästringe, Södermanland |       | 58.920214, 17.299332 | 10035100530001 | Ladda upp en bild av detta fornminne |
| Lästringe 54:1                | Stensättning                |              | Lästringe, Södermanland |       | 58.920145, 17.297147 | 10035100540001 | Ladda upp en bild av detta fornminne |
| Lästringe 55:1                | Stensättning                |              | Lästringe, Södermanland |       | 58.921266, 17.295496 | 10035100550001 | Ladda upp en bild av detta fornminne |
| Lästringe 55:2                | Stensättning                |              | Lästringe, Södermanland |       | 58.921365, 17.295359 | 10035100550002 | Ladda upp en bild av detta fornminne |
| Lästringe 58:1                | Stensättning                |              | Lästringe, Södermanland |       | 58.918657, 17.306810 | 10035100580001 | Ladda upp en bild av detta fornminne |
| Lästringe 60:1                | Stensättning                |              | Lästringe, Södermanland |       | 58.917094, 17.304948 | 10035100600001 | Ladda upp en bild av detta fornminne |
| Kalkbron (Lästringe 63:1)     | Stensättning                |              | Lästringe, Södermanland |       | 58.915020, 17.296113 | 10035100630001 | Ladda upp en bild av detta fornminne |
| Kalkbron (Lästringe 63:2)     | Stensättning                |              | Lästringe, Södermanland |       | 58.914867, 17.295934 | 10035100630002 | Ladda upp en bild av detta fornminne |
| Lästringe 64:1                | Stensättning                |              | Lästringe, Södermanland |       | 58.912269, 17.291854 | 10035100640001 | Ladda upp en bild av detta fornminne |
| Lästringe 64:2                | Stensättning                |              | Lästringe, Södermanland |       | 58.912198, 17.292218 | 10035100640002 | Ladda upp en bild av detta fornminne |
| Lästringe 65:1                | Stensättning                |              | Lästringe, Södermanland |       | 58.910312, 17.299309 | 10035100650001 | Ladda upp en bild av detta fornminne |
| Lästringe 66:1                | Stensättning                |              | Lästringe, Södermanland |       | 58.906338, 17.296097 | 10035100660001 | Ladda upp en bild av detta fornminne |
| Lästringe 67:1                | Gravfält                    |              | Lästringe, Södermanland |       | 58.879486, 17.330741 | 10035100670001 | Ladda upp en bild av detta fornminne |
| Lästringe 68:1                | Stensättning                |              | Lästringe, Södermanland |       | 58.883075, 17.332107 | 10035100680001 | Ladda upp en bild av detta fornminne |
| Lästringe 69:1                | Stensättning                |              | Lästringe, Södermanland |       | 58.908020, 17.311491 | 10035100690001 | Ladda upp en bild av detta fornminne |
| Lästringe 70:1                | Gravfält                    |              | Lästringe, Södermanland |       | 58.906336, 17.307088 | 10035100700001 | Ladda upp en bild av detta fornminne |
| Lästringe 71:1                | Gravfält                    |              | Lästringe, Södermanland |       | 58.909653, 17.313714 | 10035100710001 | Ladda upp en bild av detta fornminne |
| Lästringe 72:1                | Stensättning                |              | Lästringe, Södermanland |       | 58.910193, 17.314504 | 10035100720001 | Ladda upp en bild av detta fornminne |
| Lästringe 73:1                | Stensättning                |              | Lästringe, Södermanland |       | 58.910404, 17.317537 | 10035100730001 | Ladda upp en bild av detta fornminne |
| Lästringe 73:2                | Stensättning                |              | Lästringe, Södermanland |       | 58.910676, 17.318279 | 10035100730002 | Ladda upp en bild av detta fornminne |
| Lästringe 73:3                | Stensättning                |              | Lästringe, Södermanland |       | 58.910697, 17.318008 | 10035100730003 | Ladda upp en bild av detta fornminne |
| Lästringe 74:1                | Stensättning                |              | Lästringe, Södermanland |       | 58.907295, 17.320373 | 10035100740001 | Ladda upp en bild av detta fornminne |
| Lästringe 75:1                | Stensättning                |              | Lästringe, Södermanland |       | 58.902348, 17.347053 | 10035100750001 | Ladda upp en bild av detta fornminne |
| Lästringe 76:1                | Stensättning                |              | Lästringe, Södermanland |       | 58.930973, 17.270197 | 10035100760001 | Ladda upp en bild av detta fornminne |
| Lästringe 77:1                | Stensättning                |              | Lästringe, Södermanland |       | 58.877355, 17.319419 | 10035100770001 | Ladda upp en bild av detta fornminne |
| Lästringe 78:1                | Stensättning                |              | Lästringe, Södermanland |       | 58.876837, 17.318415 | 10035100780001 | Ladda upp en bild av detta fornminne |
| Lästringe 79:1                | Röse                        |              | Lästringe, Södermanland |       | 58.877314, 17.317966 | 10035100790001 | Ladda upp en bild av detta fornminne |
| Lästringe 79:2                | Stensättning                |              | Lästringe, Södermanland |       | 58.877245, 17.317704 | 10035100790002 | Ladda upp en bild av detta fornminne |
| Lästringe 79:4                | Stensättning                |              | Lästringe, Södermanland |       | 58.877616, 17.317587 | 10035100790004 | Ladda upp en bild av detta fornminne |
| Lästringe 80:1                | Stensättning                |              | Lästringe, Södermanland |       | 58.884627, 17.322192 | 10035100800001 | Ladda upp en bild av detta fornminne |
| Lästringe 80:2                | Stensättning                |              | Lästringe, Södermanland |       | 58.884736, 17.322002 | 10035100800002 | Ladda upp en bild av detta fornminne |
| Lästringe 81:1                | Stensättning                |              | Lästringe, Södermanland |       | 58.884693, 17.315761 | 10035100810001 | Ladda upp en bild av detta fornminne |
| Lästringe 81:2                | Stensättning                |              | Lästringe, Södermanland |       | 58.884390, 17.315697 | 10035100810002 | Ladda upp en bild av detta fornminne |
| Lästringe 82:1                | Stensättning                |              | Lästringe, Södermanland |       | 58.890912, 17.320226 | 10035100820001 | Ladda upp en bild av detta fornminne |
| Lästringe 83:1                | Gravfält                    |              | Lästringe, Södermanland |       | 58.890759, 17.323077 | 10035100830001 | Ladda upp en bild av detta fornminne |
| Lästringe 85:1                | Stensättning                |              | Lästringe, Södermanland |       | 58.885488, 17.308206 | 10035100850001 | Ladda upp en bild av detta fornminne |
| Lästringe 85:2                | Stensättning                |              | Lästringe, Södermanland |       | 58.885467, 17.307545 | 10035100850002 | Ladda upp en bild av detta fornminne |
| Lästringe 86:1                | Röse                        |              | Lästringe, Södermanland |       | 58.883704, 17.307960 | 10035100860001 | Ladda upp en bild av detta fornminne |
| Lästringe 87:1                | Stensättning                |              | Lästringe, Södermanland |       | 58.885950, 17.307243 | 10035100870001 | Ladda upp en bild av detta fornminne |
| Lästringe 88:1                | Gravfält                    |              | Lästringe, Södermanland |       | 58.892701, 17.310704 | 10035100880001 | Ladda upp en bild av detta fornminne |
| Lästringe 89:1                | Stensättning                |              | Lästringe, Södermanland |       | 58.884279, 17.318435 | 10035100890001 | Ladda upp en bild av detta fornminne |
| Lästringe 89:2                | Stensättning                |              | Lästringe, Södermanland |       | 58.884251, 17.318763 | 10035100890002 | Ladda upp en bild av detta fornminne |
| Lästringe 89:3                | Stensättning                |              | Lästringe, Södermanland |       | 58.884280, 17.319054 | 10035100890003 | Ladda upp en bild av detta fornminne |
| Lästringe 91:1                | Gravfält                    |              | Lästringe, Södermanland |       | 58.898526, 17.310437 | 10035100910001 | Ladda upp en bild av detta fornminne |
| Lästringe 92:1                | Grav markerad av sten/block |              | Lästringe, Södermanland |       | 58.897589, 17.317559 | 10035100920001 | Ladda upp en bild av detta fornminne |
| Lästringe 92:2                | Grav markerad av sten/block |              | Lästringe, Södermanland |       | 58.896946, 17.317879 | 10035100920002 | Ladda upp en bild av detta fornminne |
| Lästringe 94:1                | Gravfält                    |              | Lästringe, Södermanland |       | 58.905095, 17.304663 | 10035100940001 | Ladda upp en bild av detta fornminne |
| Lästringe 95:1                | Gravfält                    |              | Lästringe, Södermanland |       | 58.902255, 17.304926 | 10035100950001 | Ladda upp en bild av detta fornminne |
| Lästringe 96:1                | Gravfält                    |              | Lästringe, Södermanland |       | 58.900296, 17.300381 | 10035100960001 | Ladda upp en bild av detta fornminne |
| Lästringe 101:1               | Röse                        |              | Lästringe, Södermanland |       | 58.881924, 17.315454 | 10035101010001 | Ladda upp en bild av detta fornminne |
| Lästringe 103:1               | Stensättning                |              | Lästringe, Södermanland |       | 58.909741, 17.299207 | 10035101030001 | Ladda upp en bild av detta fornminne |
| Lästringe 107:1               | Stensättning                |              | Lästringe, Södermanland |       | 58.889139, 17.338692 | 10035101070001 | Ladda upp en bild av detta fornminne |
| Lästringe 109:1               | Stensättning                |              | Lästringe, Södermanland |       | 58.891790, 17.323057 | 10035101090001 | Ladda upp en bild av detta fornminne |
| Lästringe 109:2               | Stensättning                |              | Lästringe, Södermanland |       | 58.891658, 17.323468 | 10035101090002 | Ladda upp en bild av detta fornminne |
| Lästringe 110:1               | Stensättning                |              | Lästringe, Södermanland |       | 58.890534, 17.333673 | 10035101100001 | Ladda upp en bild av detta fornminne |
| Lästringe 110:2               | Stensättning                |              | Lästringe, Södermanland |       | 58.890421, 17.333623 | 10035101100002 | Ladda upp en bild av detta fornminne |
| Lästringe 111:1               | Stensättning                |              | Lästringe, Södermanland |       | 58.888177, 17.327282 | 10035101110001 | Ladda upp en bild av detta fornminne |
| Lästringe 111:2               | Stensättning                |              | Lästringe, Södermanland |       | 58.888555, 17.327207 | 10035101110002 | Ladda upp en bild av detta fornminne |
| Lästringe 111:3               | Stensättning                |              | Lästringe, Södermanland |       | 58.888775, 17.327186 | 10035101110003 | Ladda upp en bild av detta fornminne |
| Lästringe 111:4               | Stensättning                |              | Lästringe, Södermanland |       | 58.888870, 17.327120 | 10035101110004 | Ladda upp en bild av detta fornminne |
| Berga (Lästringe 115:1)       | Lägenhetsbebyggelse         |              | Lästringe, Södermanland |       | 58.897871, 17.307941 | 10035101150001 | Ladda upp en bild av detta fornminne |
| Lästringe 116:1               | Gravfält                    |              | Lästringe, Södermanland |       | 58.897056, 17.306574 | 10035101160001 | Ladda upp en bild av detta fornminne |
| Lästringe 121:1               | Stensättning                |              | Lästringe, Södermanland |       | 58.908798, 17.319624 | 10035101210001 | Ladda upp en bild av detta fornminne |
| Lästringe 125:1               | Stensättning                |              | Lästringe, Södermanland |       | 58.908405, 17.302159 | 10035101250001 | Ladda upp en bild av detta fornminne |
| Lästringe 127:1               | Stensättning                |              | Lästringe, Södermanland |       | 58.920147, 17.309801 | 10035101270001 | Ladda upp en bild av detta fornminne |
| Lästringe 128:1               | Stensättning                |              | Lästringe, Södermanland |       | 58.913694, 17.309724 | 10035101280001 | Ladda upp en bild av detta fornminne |
| Lästringe 131:1               | Stensättning                |              | Lästringe, Södermanland |       | 58.937348, 17.306431 | 10035101310001 | Ladda upp en bild av detta fornminne |
| Lästringe 132:1               | Stensättning                |              | Lästringe, Södermanland |       | 58.912623, 17.298452 | 10035101320001 | Ladda upp en bild av detta fornminne |
| Lästringe 134:1               | Stensättning                |              | Lästringe, Södermanland |       | 58.898225, 17.294063 | 10035101340001 | Ladda upp en bild av detta fornminne |
| Lästringe 135:1               | Stensättning                |              | Lästringe, Södermanland |       | 58.923896, 17.285883 | 10035101350001 | Ladda upp en bild av detta fornminne |
| Lästringe 139:1               | Stensättning                |              | Lästringe, Södermanland |       | 58.922814, 17.279538 | 10035101390001 | Ladda upp en bild av detta fornminne |
| Lästringe 144:1               | Stensättning                |              | Lästringe, Södermanland |       | 58.915849, 17.310985 | 10035101440001 | Ladda upp en bild av detta fornminne |
| Lästringe 145:1               | Stensättning                |              | Lästringe, Södermanland |       | 58.883945, 17.312251 | 10035101450001 | Ladda upp en bild av detta fornminne |
| Lästringe 150:1               | Stensättning                |              | Lästringe, Södermanland |       | 58.875648, 17.327512 | 10035101500001 | Ladda upp en bild av detta fornminne |
| Lästringe 154:1               | Gravfält                    |              | Lästringe, Södermanland |       | 58.886285, 17.324390 | 10035101540001 | Ladda upp en bild av detta fornminne |
| Lästringe 155:1               | Hällristning                |              | Lästringe, Södermanland |       | 58.884795, 17.328792 | 10035101550001 | Ladda upp en bild av detta fornminne |
| Lästringe 155:2               | Hällristning                |              | Lästringe, Södermanland |       | 58.884816, 17.328833 | 10035101550002 | Ladda upp en bild av detta fornminne |
| Lästringe 155:3               | Hällristning                |              | Lästringe, Södermanland |       | 58.884764, 17.328728 | 10035101550003 | Ladda upp en bild av detta fornminne |
| Lästringe 155:4               | Hällristning                |              | Lästringe, Södermanland |       | 58.884783, 17.328669 | 10035101550004 | Ladda upp en bild av detta fornminne |
| Lästringe 155:5               | Hällristning                |              | Lästringe, Södermanland |       | 58.884741, 17.328646 | 10035101550005 | Ladda upp en bild av detta fornminne |
| Lästringe 156:1               | Hällristning                |              | Lästringe, Södermanland |       | 58.894957, 17.340212 | 10035101560001 | Ladda upp en bild av detta fornminne |
| Lästringe 158:1               | Stensättning                |              | Lästringe, Södermanland |       | 58.912351, 17.326966 | 10035101580001 | Ladda upp en bild av detta fornminne |
| Lästringe 159:1               | Hällristning                |              | Lästringe, Södermanland |       | 58.890323, 17.315458 | 10035101590001 | Ladda upp en bild av detta fornminne |
| Sättersta 17:1                | Stensättning                |              | Lästringe, Södermanland |       | 58.913606, 17.284023 | 10037300170001 | Ladda upp en bild av detta fornminne |
| Sättersta 41:1                | Stensättning                |              | Lästringe, Södermanland |       | 58.916942, 17.279693 | 10037300410001 | Ladda upp en bild av detta fornminne |
| Sättersta 44:1                | Stensättning                |              | Lästringe, Södermanland |       | 58.910015, 17.285078 | 10037300440001 | Ladda upp en bild av detta fornminne |
| Sättersta 44:2                | Stensättning                |              | Lästringe, Södermanland |       | 58.910123, 17.284906 | 10037300440002 | Ladda upp en bild av detta fornminne |
| Sättersta 44:3                | Stensättning                |              | Lästringe, Södermanland |       | 58.910325, 17.285870 | 10037300440003 | Ladda upp en bild av detta fornminne |
| Sättersta 45:1                | Stensättning                |              | Lästringe, Södermanland |       | 58.909520, 17.285748 | 10037300450001 | Ladda upp en bild av detta fornminne |
| Sättersta 48:1                | Stensättning                |              | Lästringe, Södermanland |       | 58.907672, 17.283831 | 10037300480001 | Ladda upp en bild av detta fornminne |
| Sättersta 49:1                | Stensättning                |              | Lästringe, Södermanland |       | 58.905619, 17.279741 | 10037300490001 | Ladda upp en bild av detta fornminne |
| Sättersta 61:1                | Stensättning                |              | Lästringe, Södermanland |       | 58.910825, 17.284730 | 10037300610001 | Ladda upp en bild av detta fornminne |
| Bälinge 159:1                 | Stensättning                |              | Lästringe, Södermanland |       | 58.872796, 17.316539 | 10031501590001 | Ladda upp en bild av detta fornminne |
| Bälinge 159:3                 | Stensättning                |              | Lästringe, Södermanland |       | 58.873176, 17.316564 | 10031501590003 | Ladda upp en bild av detta fornminne |